# Slieve Muck
Lo Slieve Muck (in gaelico irlandese Sliabh Muc) è un monte situato nella contea di Down, Irlanda del Nord. La sua cima, situata a 674 metri di quota, è attraversata dal Mourne Wall e guarda sullo Spelga Dam e sulla Deer's Meadow, la sorgente del Bann.